# 포스코 통근열차
포스코 통근열차(포스코通勤列車)는 1975년 7월 1일부터 2005년 7월 1일까지 한국철도공사가 포항역과 제철역까지 구간을 운행했던 대한민국 유일의 기업통근열차였다.
이 열차는 포항역을 출발해 효자역에 정차한 뒤에 방향을 전환해서 괴동선에 진입한 다음 괴동역을 무정차 통과하여 제철역까지 운행하였다.
운행 거리는 10.8km로 통근자 전용으로만 운행하였으나 K리그 경기가 열리는 포항스틸야드(제철역 인근)로 가는 노선이기도 해서 포항 스틸러스의 경기가 있을 때는 포항제철 관계자 외에도 승차를 가능하게 하여 구장으로의 접근성을 올리는데 일조했다. 하지만 한국철도공사와 포스코간의 협상이 결렬되면서 폐지되었다. 이로 인해 양학동역이 폐역되었다.

## 역사
- 1975년 7월 1일: 포항~제철 간 운행 시작[1]
- 1996년 4월 : 통근형 디젤 동차 기부 채납, 운행 차량 교체.
- 2005년 7월 1일: 포스코와 한국철도공사간의 협상이 결렬되면서 운행이 중지됨.[2]

## 운행 차량
처음으로 도입되었던 차량은 통근형 디젤 액압 동차니가타 디젤 동차로, 1975년 6월 2억4천만 원에 동차 2량을 구입하여 대한민국 철도청에 기부채납한 것이다. 이후 1996년 4월에 기존 동차가 낡게되자 포스코에서는 32억 원에 CDC 4량을 구입하여 이 열차로 교체하였다.

## 기록
포스코 통근열차는 30년 동안 운행하면서 총 운행한 거리가 약 109만 km였으며, 총 이용한 승객이 약 657만명이었다. 또한 30년 동안 운행하면서 이 열차에서 사고는 단 한번도 발생하지 않았다.

## 운임 및 운행 시각
1975년 7월 1일 운행을 시작할 당시 운임은 일반 이용객은 40원을 받았지만 포항제철 근로자는 운임 할인 혜택을 주어 28원에 이용할 수 있었다고 한다. 할인되면서 발생하는 공백은 포스코에서 일괄적으로 철도청에 지급하여 메꾸었다. 2005년 폐지 당시 운임은 353원이었다.
운행 시각은 새벽 교대근무자를 위해 첫차가 오전 5시 57분에 출발했으며 야간 근무자를 위해 막차가 오후 11시 30분에 출발했고 하루에 총 10회 운행했다.